# 할로젠화 수소
할로젠화 수소(영어: hydrogen halide)는 기체상에서 이온화되는 경향이 없는 이원자 분자이다. 할로젠화 수소는 화학식 HX를 갖는 이원자 무기화합물이며, 여기서 X로는 플루오린, 염소, 브로민, 아이오딘이 올 수 있다.(HF, HCl, HBr, HI)  할로젠화 수소는 물에 용해되어 일반적으로 할로젠화 수소산 (hydrohalic acid)으로 알려진 산을 생성한다.
| 화합물          | 화학식 | 결합 엔탈피(kJ/mol) | 산의 세기 |
| --------------- | ------ | ------------------- | --------- |
| 플루오린화 수소 | HF     | 568.2               | 약함      |
| 염화 수소       | HCl    | 431.9               | 강함      |
| 브로민화 수소   | HBr    | 366.1               | 강함      |
| 아이오딘화 수소 | HI     | 298.3               | 강함      |

## 성분
계열에서 할로젠화 수소산의 세기를 결정하는 주요 요인은 결합의 세기와 결합의 극성 중 결합의 세기이다. 이에 대해 알아보기 위해 첫번째로 할로젠화 수소산 각각의 H--X결합의 세기를 생각해 보면, 아래 표에서 보듯이 네 개의 할로젠화 수소 중에서 HF의 결합 엔탈피가 가장 크며, HI의 결합 엔탈피가 가장 작다. HF 결합을 끊기 위해서는 568.2 kJ/mol 가 필요하며, HI는 단지 298.3 kJ/mol 이면 된다. 결합 엔탈피에 기초하여 HI의 결합 에너지가 가장 작기 때문에 H+ 와 I- 를 쉽게 생성하므로 HI는 할로젠화 수소산 계열에서 가장 강산이다. 둘째로, HX 결합의 극성의 크기를 생각해 보자. 이 산의 계열에서 F는 할로젠 중에서 전기음성도가 가장 크므로 결합의 극성은 HF로부터 HI로 갈수록 감소한다. 이런 성질은 다른 할로젠화 수소산에 비하여 HF의 산도를 증가시켜야 하지만, 극성의 크기는 결합 에너지에 의한 경향을 깨뜨릴만큼 크지는 않다. 즉, 결합에너지가 할로젠화 수소산의 세기를 결정하는 주요 요인이며, 할로젠화 수소산의 세기는 주기율표 상에서 HF에서 HI로 갈수록 증가한다.

## 물리적 특성
할로젠화 수소는 19 ° C에서 비등하는 플루오린화 수소를 제외하고 온도 및 압력 (STP)의 표준 조건에서 무색 가스이다. 할로젠화 수소 중 하나인 플루오린화 수소는 분자 사이에 수소 결합을 나타내므로 HX 계열의 가장 높은 녹는점과 끓는점을 갖는다. HCl에서 HI로 갈수록 끓는 점이 상승하는 경향이 있는데 이 경향은 분자 내 전자의 수와 상관되는 분자간 반 데르 발스 힘의 강도 증가에 기인한다. 농축된 히드로 할 산 용액은 가시적인 백색 연기를 생성하며 이 미스트는 히드로 할 산의 농축된 수용액의 작은 방울의 형성으로부터 발생한다.
할로젠화 수소들의 녹는점과 끓는점은 다음과 같다
HF (m.p -83 °C,  b.p 20 °C),  HCl (m.p -114 °C,  b.p -85 °C) ,  HBr (m.p -87 °C,  b.p -67 °C),  HI (m.p -51 °C,  b.p -35 °C)

## 반응
발열성이 높은 물에 용해되면, 할로젠화 수소는 상응하는 산을 제공한다. 이들 산은 수용액에서 이온화되는 경향이 반영되어 하이드로늄 이온 (H3O+)을 나타내는 경향이 매우 강하다. 플루오린화 수소산을 제외하고, 할로젠화 수소는 강산이며, 산 강도는 그룹 아래로 갈수록 증가한다. 플루오린화 수소산의 강도는 단일 결합의 영향으로 인해 농도에 의존하기 때문에 복잡하다. 그러나, 아세토 니트릴과 같은 비수성 용매 중의 용액으로서, 할로겐화 수소는 약산성이다.
마찬가지로, 할로젠화 수소는 암모니아 (및 기타 염기)와 반응하여 할로젠화 암모늄을 형성한다. 
HX + NH3 → NH4X 
유기 화학에서, 하이드로 할로젠화 반응은 할로 카본을 제조하는데 사용된다. 예를 들어, 클로로 에탄은 에틸렌의 염화수소 화에 의해 생성된다. 
C2H4 + HCl → CH3CH2Cl